# Markus Hilgert

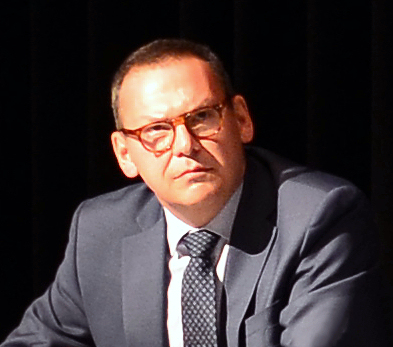
Markus Hilgert, 2020

Markus Hilgert (* 11. August 1969 in Koblenz) ist ein deutscher Altorientalist, Kulturmanager und Wissenschaftsmanager. Seit dem 1. April 2025 ist er Präsident der Universität der Künste Berlin. Vom 1. Juni 2018 bis zum 31. März 2025 war Hilgert Generalsekretär der Kulturstiftung der Länder.

## Ausbildung und beruflicher Werdegang
Hilgert erwarb 1989 das Abitur an der Fürst-Johann-Ludwig-Schule in Hadamar und war von 1976 bis 1990 aktives Mitglied der Limburger Domsingknaben. Nach dem Grundwehrdienst studierte Hilgert von 1990 bis 1996 Altorientalistik, Semitistik, Vergleichende Religionswissenschaft und Vorderasiatische Archäologie an den Universitäten Marburg, München und Chicago. 1999 wurde er an der Universität Marburg im Fach Altorientalistik promoviert.
Von 1998 bis 2001 war Hilgert Wissenschaftlicher Mitarbeiter, danach bis 2004 Wissenschaftlicher Assistent (C 1) sowie von 2004 bis 2007 Oberassistent (C 2) am Lehrstuhl für Altorientalistik der Universität Jena, wo er sich 2004 habilitierte und ab 2006 Heisenberg-Stipendiat der Deutschen Forschungsgemeinschaft war. Von April 2007 bis Februar 2014 war Hilgert Professor (W 3) für Assyriologie mit Schwerpunkt Sumerologie an der Universität Heidelberg. Von 2009 bis 2013 war zudem Hilgert Wissenschaftlicher Leiter der Uruk-Warka-Sammlung Heidelberg. Gast- beziehungsweise Vertretungsprofessuren führten Hilgert 2001 an die University of Chicago, 2003 an die Universität Leipzig, 2005 an die Staatliche Russische Universität für die Geisteswissenschaften Moskau, im Wintersemester 2006/07 an die Universität Freiburg sowie 2013 an die Scuola Superiore der Universität Catania.
Von 2011 bis 2014 war Hilgert Sprecher des von ihm initiierten geisteswissenschaftlichen Sonderforschungsbereichs 933 Materiale Textkulturen. Materialität und Präsenz des Geschriebenen in non-typographischen Gesellschaften an der Universität Heidelberg. Theoretische Grundlage ist der von Hilgert 2010 eingeführte kulturwissenschaftliche Ansatz der Text-Anthropologie. Von 2012 bis 2013 war Hilgert Sprecher des Research Council Cultural Dynamics in Globalised Worlds für die Geisteswissenschaften an der Universität Heidelberg. Außerdem war er Initiator und Gründungskoordinator des Heidelberg Zentrum Kulturelles Erbe / Heidelberg Center Cultural Heritage, das 2013 an der Universität Heidelberg gegründet wurde.
Vom 1. März 2014 bis 31. Mai 2018 war Hilgert Direktor des Vorderasiatischen Museums im Pergamonmuseum der Staatlichen Museen zu Berlin – Preußischer Kulturbesitz und koordinierte im Auftrag der Stiftung Preußischer Kulturbesitz das nationale Verbundvorhaben „museum4punkt0 - Digitale Strategien für das Museum der Zukunft“ von 2017 bis 2018. Am 7. Dezember 2017 wurde Hilgert in der Nachfolge von Isabel Pfeiffer-Poensgen vom Stiftungsrat der Kulturstiftung der Länder zum Generalsekretär gewählt und trat sein Amt am 1. Juni 2018 an. Nachfolgerin als Leiterin des Vorderasiatischen Museums wurde Barbara Helwing.
Im Dezember 2024 nahm Hilgert die Wahl zum neuen Präsidenten der Universität der Künste Berlin an. Er trat am 1. April 2025 die Nachfolge von Norbert Palz an, dessen Amtszeit mit Ablauf des 31. März 2025 endete.

## Auszeichnungen
Hilgert war von 1990 bis 1999 Stipendiat der Studienstiftung des deutschen Volkes in der Grund- und Promotionsförderung. Von 1990 bis 1995 war er außerdem Stipendiat der Stiftung Dey des Bistums Limburg. 2005 wurde ihm durch die Deutsche Forschungsgemeinschaft ein Heisenberg-Stipendium zugesprochen.
1988 wurde Hilgert mit dem Sonderpreis der Frankfurter Allgemeinen Zeitung für den Gesamtsieg beim Landeswettbewerb Alte Sprachen des Hessischen  Altphilologenverbandes ausgezeichnet. Seine wissenschaftlichen Qualifikationsarbeiten wurden mit dem Dissertationspreis der Universität Marburg (2001) sowie mit dem Habilitationspreis der Universität Jena (2006) bedacht. 2011 erhielt Hilgert den Jahrespreis der Universität Heidelberg.
Hilgert ist Honorarprofessor an der Universität Heidelberg (seit 2014), an der Universität Marburg (seit 2015) sowie an der Freien Universität Berlin (seit 2017).

## Engagement und Mitgliedschaften (Auswahl)
Hilgerts ehrenamtliches Engagement umfasst verschiedene Aufgaben und Funktionen auf den Gebieten Wissenschaft und Kultur. So war Hilgert von 2009 bis 2015 Vorsitzender der Deutschen Orient-Gesellschaft und von 2013 bis 2015 Vorsitzender der von der baden-württembergischen Landesministerin für Wissenschaft, Forschung und Kunst Theresia Bauer eingesetzten Expertenkommission zur „Situation der 'Kleinen Fächer' in Baden-Württemberg“ des Ministeriums für Wissenschaft, Forschung und Kunst Baden-Württemberg. Dem auf Empfehlung dieser Expertenkommission eingesetzten „Zukunftsrat Kleine Fächer“ des Ministeriums für Wissenschaft, Forschung und Kunst Baden-Württemberg gehörte Hilgert von 2015 bis 2017 als Stellvertretender Vorsitzender und von 2017 bis 2019 als Vorsitzender an.
2016 wurde Hilgert zum National Correspondent des Internationalen Komitees vom Blauen Schild für Deutschland bestellt und 2017 zum Gründungspräsident von Blue Shield Deutschland gewählt. Dieses Amt legte er nach seiner Wahl zum Generalsekretär der Kulturstiftung der Länder nieder.
Seit 2018 ist Hilgert Mitglied im Vorstand der Deutschen UNESCO-Kommission, der er seit 2016 angehört. Hilgert ist außerdem seit 2019 Mitglied im Aufsichtsrat des WIR!-Bündnisses „Land-Innovation-Lausitz“ und seit 2020 Mitglied im Culture Advisory Council des „Consortium for research data on material and immaterial cultural heritage“ (NFDI4Culture).
Vor dem Hintergrund der Hochwasserkatastrophe in Deutschland initiierte Hilgert im Sommer 2021 die Notfallallianz Kultur, ein gesamtstaatliches Bündnis für Kultur in Krisen und Notfällen.
Weitere ehrenamtliche Funktionen waren bzw. sind:
- Korrespondierendes Mitglied des Deutschen Archäologischen Instituts (seit 2008)
- Ordentliches Mitglied der Klasse Philosophie und Kulturhistorische Wissenschaften der Europäischen Akademie der Wissenschaften und Künste (seit 2008)
- Vizepräsident des Deutschen Verbandes für Archäologie (2017 bis 2020)
- Mitglied im Stiftungsrat der International Alliance for the Protection of Heritage in Conflict Areas (ALIPH; seit 2017)[10]
- Mitglied in der Advisory Group des Cultural Protection Fund des British Council (seit 2017)
- Mitglied im Disaster Risk Management Committee des International Council of Museums (2017 bis 2019)
- Mitglied im Finance and Resources Committee des International Council of Museums (seit 2020)[11]
- Mitglied im Stiftungsbeirat der Kulturstiftung des Bundes (2018 bis 2025)[12]
- Mitglied im Kuratorium des Deutschen Zentrums Kulturgutverluste (2018 bis 2025)[13]
- Mitglied in der Jury des European Union Prize for Cultural Heritage / Europa Nostra Awards (seit 2018)[14]
- Mitglied im Advisory Board des Arcadia Fund (seit 2019)[15]
- Mitglied im Kuratorium der Konrad-Adenauer-Stiftung (seit 2025)[16]

## Schriften (Auswahl)
Wissenschaftliche Werke
- Cuneiform Texts from the Ur III Period in the Oriental Institute, Volume 1: Drehem Administrative Documents from the Reign of Šulgi. Oriental Institute Publications 115. Oriental Institute, Chicago 1998. ISBN 1-885923-07-4
- Akkadisch in der Ur-III-Zeit. Rhema-Verlag, Münster 2002. ISBN 3-930454-32-7 (= Dissertation).
- Cuneiform Texts from the Ur III Period in the Oriental Institute, Volume 2: Drehem Administrative Documents from the Reign of Amar-Suena. Oriental Institute Publications 121. Oriental Institute, Chicago 2003. ISBN 1-885923-24-4
- Von „Listenwissenschaft“ und „epistemischen Dingen“. Konzeptuelle Annäherungen an altorientalische Wissenspraktiken. In: Journal for General Philosophy of Science 40, 2009, S. 277–309.
- Herausgeber: Altorientalistik im 21. Jahrhundert: Selbstverständnis, Herausforderungen, Ziele. (= Mitteilungen der Deutschen Orient-Gesellschaft 142). Deutsche Orient-Gesellschaft, Berlin 2010. ISSN 0342-118X
- „Text-Anthropologie“: Die Erforschung von Materialität und Präsenz des Geschriebenen als hermeneutische Strategie, in: Markus Hilgert (Hrsg.): Altorientalistik im 21. Jahrhundert: Selbstverständnis, Herausforderungen, Ziele, (= Mitteilungen der Deutschen Orient-Gesellschaft 142), 2010, S. 85–124.
- Materializing Culture - Culturizing Material. On the Status, Responsibilities and Function of Cultural Property Repositories within the Framework of a „Transformative Scholarship“. Middle East – Topics & Arguments 3, 2014, S. 30–39.
- Von der ‚Ambivalenz der Dinge‘ zur Objekt-Politik. Objektepistemologien im Spannungsfeld von Wissenschaft, Gesellschaft und Politik, in: Markus Hilgert, Henrike Simon and Kerstin P. Hofmann (Eds.): Objektepistemologien. Zur Vermessung eines transdisziplinären Forschungsraums, Berlin: Edition Topoi, 2018, 9–31
- mit Henrike Simon, Kerstin P. Hofmann (Eds.): Objektepistemologien. Zur Vermessung eines transdisziplinären Forschungsraums, Berlin: Edition Topoi, 2018.
- mit Birthe Hemeier: Transparenz – Provenienz – Verbraucherschutz. Fakten und Handlungsempfehlungen zum Handel mit antiken Kulturgütern in Deutschland. Ergebnisse des BMBF-Verbundprojekts »Verfahren zur Erhellung des Dunkelfeldes als Grundlage für Kriminalitätsbekämpfung und -prävention am Beispiel antiker Kulturgüter« (ILLICID), Berlin: Kulturstiftung der Länder, 2020. ISBN 978-3-00-064933-2.

Publizistische Beiträge
- Es sind auch unsere Wurzeln. Frankfurter Allgemeine Zeitung vom 7. März 2015.
- Das Zerstörungswerk hat viele Väter in Frankfurter Allgemeine Sonntagszeitung vom 15. März 2015, S. 56.
- Auf jeden Fall geklaut? – Warum Provenienzforschung in archäologischen Museen alternativlos ist. Museumskunde 2015/2, 31‒36.
- Garanten einer handlungsfähigen Gesellschaft. Zur politischen und kulturellen Relevanz Kleiner Fächer. Politik & Kultur Nr. 2/2016, 1‒2.
- Wir sind nicht hilflos. Ein 12 Punkte Programm für einen nachhaltigen Kulturgutschutz. In: Olaf Zimmermann – Theo Geißler, Altes Zeug. Beiträge zur Diskussion zum nachhaltigen Kulturgutschutz, 2016, 44–47.
- Vom Sammeln zum Schützen. Ein neues Leitbild für archäologische Museen. Jahrbuch Preußischer Kulturbesitz 51/2015 (2016), 191‒213.
- Cultural Diversity through Sustainable Heritage. On the Role of Archaeological Museums as Public Expert Institutions for Heritage Research, in: K. Almquist – L. Belfrage: Cultural Heritage at Risk. The Role of Museums in War and Conflict (2016), 85‒105.
- Die digitale Transformation des Kulturgutschutzes: 3D-Digitalisierung von Kulturgütern als Teil einer Strategie zum Erhalt des Kulturerbes der Menschheit. Kulturpolitische Mitteilungen 156 I/2017: Europäisches Kulturerbe in einer globalisierten Welt, S. 50–52.
- Why Culture Matters: Fostering Identity Through Cultural Heritage. The Globalist vom 5. November 2017.
- Zwischen Liturgie und Kultur. Warum wir Knabenchöre brauchen. 50 Jahre Limburger Domsingknaben. Hadamar: Limburger Domsingknaben, 2017, 12–15.
- Mahlers Achte. 50 Jahre Limburger Domsingknaben. Hadamar: Limburger Domsingknaben, 2017, 66–67.
- Unter Vandalen. Süddeutsche Zeitung, 19. April 2018.
- Migration - Integration, eine alte neue Aufgabe. Rede von Professor Dr. Markus Hilgert auf der Jahrestagung der Initiative kulturelle Integration am 29. Mai 2018. Deutscher Kulturrat, Texte zur Kulturpolitik.
- Gesellschaftlichen Wandel mitgestalten. Zu den Aufgaben kulturerhaltender Einrichtungen im Rahmen der digitalen Transformation. Zeitschrift für Bibliothekswesen und Bibliographie 65, Heft 4 (2018), 195‒202.
- Heilen, was zerbrochen ist. Die Rückgabe der Familienbibel und Peitsche Hendrik Witboois. Politik und Kultur Nr. 04/2019.
- Krisen mitdenken. Notfallvorsorge als Aspekt nachhaltiger Kulturpolitik. Politik und Kultur Nr. 09/2021.
- Neue Sicht auf die Dinge. Der veränderte Umgang Deutschlands mit dem Kulturgut anderer Staaten. Politik und Kultur Nr. 12/2021–01/2022.
- mit Ronald Grätz (Eds.): Innen - Außen. Perspektiven einer integrierten Kulturpolitik. Göttingen: Steidl, 2021. ISBN 978-3-95829-972-6
- Digitalisierung und Demokratisierung - die Neuerfindung der Kultur. Strategic Intervention Paper. Berlin: Global Ideas Center, 2022.
- Digitalization and Democratization - the Reinvention of Culture. Strategic Intervention Paper. Berlin: Global Ideas Center, 2022.
- Wie wollen wir leben? Ein Aufruf zu mehr Resilienz in der Kultur. Politik und Kultur Nr. 07–08/2023.
- Bereit für den Tag danach? Schutz von Kulturgut und kulturellen Infrastrukturen in Zeiten des Krieges. Kulturpolitische Mitteilungen 185/2024, 36‒38.
- Warum brauchen wir kulturelle Bildung?. Eulenfisch. Limburger Magazin für Religion und Bildung 2024.
- Deutschlands Archive nach der ‚Zeitenwende‘: Warum eine resiliente Gesellschaft starke Archive braucht. Eröffnungsrede von Prof. Dr. Markus Hilgert beim Deutschen Archivtag in Suhl 2024.